# Carlo Ljubek
Hrvoje-Carlo Ljubek, le plus souvent Carlo Ljubek (né le 21 mai 1976 à Bocholt) est un acteur allemand d'origine croate.

## Carrière
Fils d'émigrants croates en Allemagne, il est diplômé à Munich en 2002, à la Otto-Falckenberg-School. Au sein de la Münchner Kammerspiele, théâtre qui fait partie de cette école, il joue notamment La Nuit des rois de William Shakespeare. Il joue ensuite au Staatstheater Wiesbaden, (Wiesbaden de 2002 à 2007 où il joue le rôle de Léonce dans Léonce et Léna). Depuis 2007, il joue pour  la Schauspiel Köln (à Cologne), où il obtient un grand succès comme pour Siegfried (saga les Nibelungen) ou Jason (La Toison d'or) ou encore Le Misanthrope ou l'Atrabilaire amoureux de Molière. Après quelques apparitions à la télévision allemande, il interprète Guys and Balls, La Ligne de cœur ou The World is Big and Salvation Lurks Around the Corner (d'après le roman d'Ilija Trojanow).

## Filmographie
- 2004 : La Ligne de cœur : Tommy
- 2008 : The World is Big and Salvation Lurks Around the Corner : Aleksander 'Sashko' Georgiev
- 2010 : Shahada : Ismail, un policier allemand d'origine turque
- 2010 : Fondu au noir (Satte Farben vor Schwarz) de Sophie Heldmann (TV)
- 2011 : Les Douze Princesses (Les Contes de Grimm) : Anton
- 2013 : De l'autre côté du mur de Christian Schwochow
- 2017 : Runaway (Luna) de Khaled Kaissar : Hamid